# Vanguard 1

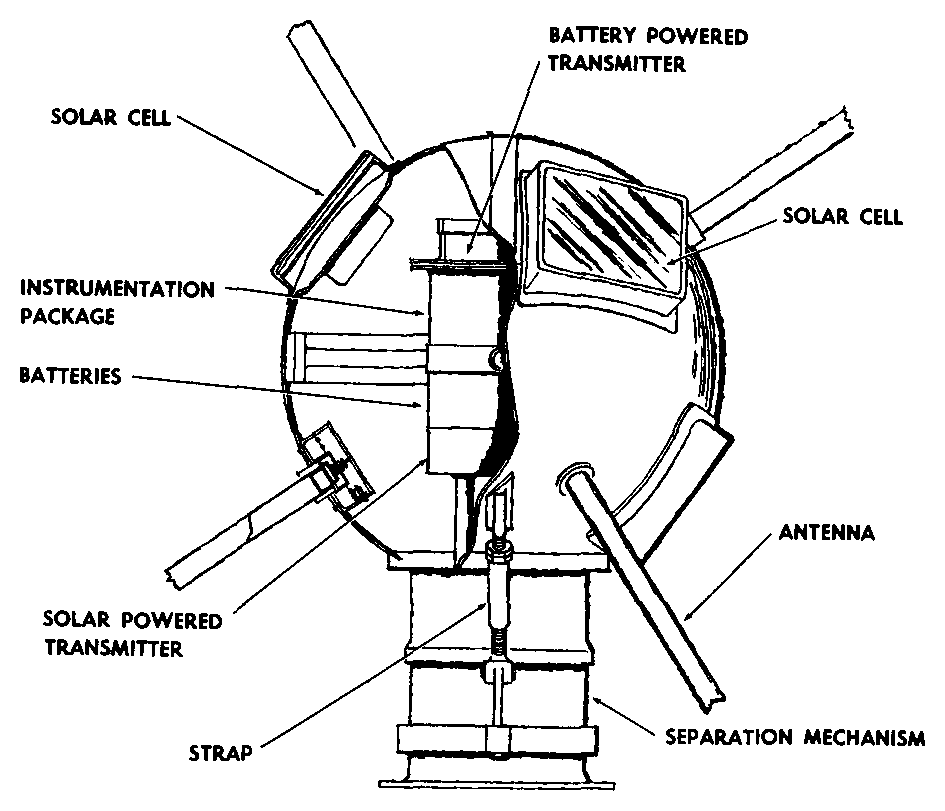
Schets van de Vanguard 1

Vanguard 1 (ook wel: Vanguard TV4 of 00005) is na de Explorer 1 de tweede Amerikaanse kunstmatige satelliet. Het is de vierde kunstmatige aardsatelliet en tevens de eerste kunstmaan op zonnestroom. De lancering maakte deel uit van Project Vanguard en was bedoeld om de lanceercapaciteiten van de draagraketten van die tijd te testen, evenals de invloed die de omstandigheden in de ruimte hadden op satellieten. Daarnaast werd de kunstmaan gebruikt voor het verrichten van geodetische metingen.

## Het prille begin
De Verenigde Staten waren zeer verrast, toen de Sovjet-Unie met haar Spoetnik 1 een grote primeur binnenhaalde. Dat de toenmalige Amerikaanse meertrapsraketten veruit inferieur waren aan die van de Sovjet-Unie, bleek even later uit de lancering van Spoetnik 2. Beide Spoetniks wogen een veelvoud van wat de Amerikanen omhoog konden brengen. Er was hen dan ook veel aan gelegen om, net als de Sovjet-Unie, enige kunstmanen te lanceren om het vertrouwen van het geschokte Amerikaanse publiek terug te winnen. Dit was de eerste lancering uit het Vanguard-programma die lukte; twee eerdere pogingen mislukten en de Verenigde Staten zetten zich danig te kijk, toen tijdens de eerste poging de draagraket er na een seconde mee ophield, terugviel op het lanceerplatform en explodeerde, terwijl de kleine Vanguard losraakte van zijn draagraket en vervolgens over de grond rolde. Hierbij moet echter worden opgemerkt dat de Russen een mislukte lancering geheim hielden en geen volgnummer toekenden. De Spoetnik 1 is dus niet de eerste Spoetnik, maar de eerste geslaagde Spoetnik en het is niet bekend hoe veel mislukte lanceringen er waren.

## Uitrusting en gewicht
De Vanguard 1 was een kleine aluminium kunstmatige satelliet, met een massa van slechts 1,47 kg en een diameter van 16,5 cm. Nikita Chroesjtsjov noemde hem de "grapefruitsatelliet". Het doel van deze vlucht was drieledig; als lanceerproef met een drietrapsraket, het onderzoeken van de gevolgen van de omstandigheden in de ruimte op de satelliet en boordinstrumenten en daarnaast geodesie. Vanguard 1 beschikte over een door een kwikbatterij gevoede zender van 10 mW op een frequentie van 108 MHz; daarnaast voedden zes zonnecellen van 5 × 5 cm een tweede zender met een vermogen van 5 mW op een frequentie van 108,03 MHz. Uit de bol staken zes antennes van 30 cm lengte en de eerste zestien dagen na de lancering maten twee thermistors de binnentemperatuur om de kwaliteit van de isolatie te bepalen. Met behulp van de opgevangen signalen leidden wetenschappers tevens de total electron content van de ionosfeer tussen de  grondstations en de kunstmaan af.

## Lancering en vluchtverloop
De Vanguard 1 werd gelanceerd op 17 maart 1958 met behulp van een Vanguard-draagraket vanaf Cape Canaveral. Het was de vierde kunstmaan in een baan om de Aarde. Slechts de Russische Spoetnik 1 en 2 en de Amerikaanse Explorer 1 gingen hem voor. Deze vlucht bewees dat zonnecellen een oplossing boden voor het probleem hoe de kunstmaan van energie kan worden voorzien. Verder bleek uit metingen tussen satelliet en grondstations dat de afplatting van de Aarde niet geheel symmetrisch is, maar enigszins peervormig. Zo gaf Vanguard 1 het Internationaal Geofysisch Jaar extra glans.
De door een batterij gevoede zender gaf medio juni 1958 geen signalen meer. De op zonne-energie functionerende zender hield ermee op in mei 1964, nadat een grondstation in Quito de laatste signalen opving. Aanvankelijk schatte men dat deze kunstmaan zo'n 2000 jaar om de Aarde zou cirkelen. Door de druk van zonnestraling en hogere luchtweerstand tijdens perioden van verhoogde zonneactiviteit zal de satelliet al na ± 240 jaar verbranden in de dampkring. Zowel Explorer 1 als beide Spoetniks zijn al teruggevallen en verbrand in de atmosfeer. Dit maakt Vanguard 1 de oudste kunstmaan in de ruimte. Ook de bovenste trap van de draagraket en een ander onderdeel bevinden zich nog in een baan om de aarde (ruimteschroot).